# سيركان
سيركان (بالفارسية: سیرکان) هي منطقة سكنية تقع في إيران في Bam Pasht District. يقدر عدد سكانها بـ 1,347 نسمة .